# Alice Lund
Alice Lund, född Rabén den 24 september 1900 i Stockholm, död den 20 december 1991, var en svensk textilkonstnär och företagsgrundare.
Alice Lund föddes på Östermalm som dotter till vinhandlaren Henrik Rabén och dennes hustru Ingeborg, född Pettersson och från 1923 gift med ingenjören Erik Lund. Hennes bror, Hans Rabén, blev senare berömd som bokförläggare.
Hon studerade vid Högre konstindustriella skolan i Stockholm 1920–1923 och under studieresor till bland annat Nederländerna, Frankrike, Italien och 1923 flyttade hon USA där hon blev kvar till 1930. Efter återkomsten till Sverige var hon under något år chef för Libaria men tillsammans med B Wahlund startade hon textilföretaget Lund och Wahlund i Domnarvet 1936, efter två år lämnade Wahlund verksamheten och företaget döptes om till Alice Lunds textiler i Hytting Borlänge. Med hjälp av duktiga medarbetare lyckades hon föra fram sitt företag till ett världsrykte som producent av textilkonst. Företaget ombildades till aktiebolag i samband med att det såldes av Alice Lund 1963. Separat ställde hon ut på Röhsska museet och hon medverkade i samlingsutställningar med Svenska slöjdföreningen samt samlingsutställningar både på New York Expo och i Paris.
Bland hennes offentliga arbeten märks ett draperi för Göteborgs stadsteater, textilutsmyckning på fartyg, vävnader av monumental karaktär för offentliga lokaler samt tillsammans med Carl Malmsten utsmyckningen av svenska legationen i Buenos Aires. Alice Lunds textilier var avsedda för offentliga rum såsom kyrkor och teatrar. Stilen var modern och hon betraktas som funktionalist men med ett abstrakt formspråk och med påverkan från naturen. Konstverken utgår från materialens struktur och egenskaper. Hon finns representerad på Nationalmuseum och Nordiska museet. Alice Lund tilldelades medaljen Litteris et Artibus 1966.
Som konstnär utövade hon stor påverkan på Helena Hernmarck. Företaget Alice Lunds Textilier AB är fortfarande verksamt.